# Ичетвож
Ичетвож,Учетвож — река в России, протекает в Кудымкарском районе Пермского края. Устье реки находится в 4,1 км по правому берегу реки Шервож. Длина реки составляет 10 км.
Исток на Верхнекамской возвышенности на границе с Кировской областью, в 11 км к северо-западу от села Весёлый Мыс к северу от истока Иньвы. Исток находится на водоразделе с бассейном Колыча. Река течёт на восток, всё течение проходит по ненаселённому лесному массиву. Впадает в Шервож в 3 км к северу от села Весёлый Мыс.

## Данные водного реестра
По данным государственного водного реестра России относится к Камскому бассейновому округу, водохозяйственный участок реки — Кама от города Березники до Камского гидроузла, без реки Косьва (от истока до Широковского гидроузла), Чусовая и Сылва, речной подбассейн реки — бассейны притоков Камы до впадения Белой. Речной бассейн реки — Кама.
По данным геоинформационной системы водохозяйственного районирования территории РФ, подготовленной Федеральным агентством водных ресурсов:
- Код водного объекта в государственном водном реестре — 10010100912111100007840
- Код по гидрологической изученности (ГИ) — 111100784
- Код бассейна — 10.01.01.009
- Номер тома по ГИ — 11
- Выпуск по ГИ — 1